# Anton-Heilingbrunner-Schule
Die Anton-Heilingbrunner-Schule Staatliche Realschule Wasserburg ist eine Realschule in Wasserburg am Inn im oberbayerischen Landkreis Rosenheim. Im Schuljahr 2023/2024 gab es an der Schule 68 hauptamtliche Lehrkräfte und 912 Schüler und Schülerinnen.

## Geschichte
Die Schule wurde 1954 gegründet, zunächst als dreistufige Mittelschule für Knaben. Unterrichtet wurden die 76 Schüler zuerst im katholischen Jugendheim, dann, im zweiten Jahr des Bestehens, in der Landwirtschaftsschule neben dem städtischen Schlachthof. Im Jahr 1959 erfolgte die Umstellung auf den vierstufigen Schultyp. Ursprünglich war die Stadt Wasserburg Sachaufwandsträger, 1963 übernahm der Landkreis die Trägerschaft. 1966 beschloss der Kreistag den Neubau des Schulhauses in der Landwehrstraße. Ende 1971 wurde das jetzige Gebäude seiner Bestimmung übergeben – mit damals 350 Schülern. 1972 wurden die Büste des Namensgebers Anton Heilingbrunner und die Gedenktafel enthüllt. Heilingbrunner war von Kurfürst Maximilian 1803 als Lehrer nach Wasserburg berufen worden. Mit dem Schuljahr 1979/80 wurden auch Mädchen in die Schule aufgenommen. 1979 wurden ein Erweiterungsbau und die Errichtung einer Turnhalle beschlossen, außerdem durften die Schüler zwischen drei Wahlpflichtfächergruppen entscheiden. 1988 wurde der erste Computersaal eröffnet. 1995 und 2008 erfolgten weitere Ausbaumaßnahmen. 2019 gehörte die Schule mit sechs Jahrgangsstufen, 41 Klassen, 75 Lehrern und 1083 Schülern zu den größten Realschulen in Bayern.

## Besonderheiten
Die Realschule Wasserburg hat sich über Schülergruppen für das Pausenhofkonzert eingesetzt. Außerdem treten die Schüler für Schulen ohne Rassismus ein.
Obwohl die letzte Erweiterung mit Fertigstellung im Jahr 2009 relativ neu ist, befindet sich darin kein Aufzug, wodurch die oberen beiden Stockwerke nicht barrierefrei zugänglich sind.

## Schulleiter
- 1954–1985 Rudolf Schönsteiner
- 1985–2005 Peter Peltzer
- 2005–2011 Josef Grundner
- 2011–2023 Markus Hösl-Liebig
- seit 2023 Karsten Kundt